# DICER1-Syndrom
Das DICER1-Syndrom ist ein seltenes angeborenes Syndrom mit einem mäßig erhöhten Risiko (Prädisposition) an bestimmten Tumoren zu erkranken. Häufigster Tumor ist das Pleuro-pulmonale Blastom (PPB), bei dem bei zwei von drei Erkrankten das DICER1-Gen verändert ist.
Synonyme sind: DICER1-assoziiertes Tumorsyndrom; PPB-Tumor-Syndrom, familiäres; PPBFTDS; Prädisposition für die familiäre Form des Pleuropulmonalen Blastom-Syndroms; englisch DICER1-related pleuropulmonary blastoma cancer predisposition syndrome; Pleuropulmonary blastoma familial tumor and dysplasia syndrome; Pleuropulmonary blastoma family tumor susceptibility syndrome
Die Erstbeschreibung stammt aus dem Jahre 1996 durch die US-amerikanischen Ärzte John R. Priest und Mitarbeiter.
Die Ursache im DICER1-Gen wurde im Jahre 2009 von D. Ashley Hill und Mitarbeitern gefunden, die die Bezeichnung DICER1-Syndrom vorschlugen.

## Verbreitung
Die Häufigkeit ist nicht bekannt, in Exom-Analysen lag die Prävalenz von DICER1-Mutationen bei 1:4.600. Die Vererbung erfolgt autosomal-dominant.

## Ursache
Der Erkrankung liegen Mutationen im DICER1-Gen auf Chromosom 14 Genort q32.13 zugrunde, welches bei der Herstellung von microRNA beteiligt ist.

## Klinische Erscheinungen
Klinische Kriterien sind:
- Krankheitsbeginn im Kindes- bis Erwachsenenalter
- mögliche Tumoren meist in der Lunge als PPB, bereits als Kind, selten beim Erwachsenen
- in den Nieren als Multilokuläres zystisches Nephrom, bereits als Kleinkind
- in den Eierstöcken als Sertoli-Leydig-Zelltumor als Jugendliche oder junge Erwachsene
- oder der Schilddrüse als multinoduläre Struma (benigne), sehr selten Schilddrüsenkarzinom
- Auftreten einzelner oder mehrerer Tumoren, auch unterschiedlich innerhalb einer Familie
- nur moderat erhöhtes Tumorrisiko gegenüber der Normalbevölkerung
- die Mehrzahl der Träger von Genmutationen in diesem Gen entwickelt keine Tumoren
- selten kann ein Primäres intrakranielles Sarkom auftreten[9]

Aufgrund des Tumorrisikos ist eine langjährige Überwachung erforderlich: jährliche klinische Untersuchung ab Geburt bis zum Eintritt ins Erwachsenenalter, halbjährliche Röntgenaufnahme des Thorax und Sonografie der Nieren bis zum 6. Lebensjahr und Sonografie der Schilddrüse alle 3 Jahre vom 8. bis zum 40. Lebensjahr.

## Diagnose
Die Diagnose kann durch humangenetische Untersuchung gesichert werden.
An das Syndrom sollte bei folgenden Befunden gedacht werden:
- Pleuro-pulmonales Blastom
- Lungenzysten oder Pneumothorax beim Neugeborenen oder Kleinkind
- Schildddrüsenadenome oder multiplen Knötchen besonders bei familiärer Belastung
- Ovarialtumoren
- Multilokulärem zystischem Nephrom
- Diktyom (Medulloepitheliom des Ziliarkörpers)
- Chondromesenchymales Hamartom der Nase[11]
- embryonales Rhabdomyosarkom
- Blastom der Hypophyse
- Pineoblastom
- Primäres intrakranielles Sarkom, DICER1-mutiert
- andere embryonale ZNS-Tumoren
- Steißbeinteratom
- multiple Leberläsionen
- Makrozephalie
- Pleuropulmonary blastoma-like peritoneal sarcoma[12]